# Nacionalni park Brijuni
Nacionalni park Brijuni este o arie protejată (arie specială de conservare — SAC, sit de importanță comunitară — SCI) din Croația întinsă pe o suprafață de 3.400,46 ha, integral pe uscat.

## Localizare
Centrul sitului Nacionalni park Brijuni este situat la coordonatele 44°54′55″N 13°44′58″E / 44.915169°N 13.749341°E.

## Înființare
Situl Nacionalni park Brijuni a fost declarat sit de importanță comunitară în iulie 2013 pentru a proteja un număr necunoscut de specii din flora spontană și fauna sălbatică aflate în arealul zonei. Situl a fost protejat și ca arie specială de conservare în septembrie 2019.

## Biodiversitate
Situată în ecoregiunile marină mediteraneană și mediteraneană, aria protejată conține 5 habitate naturale: Peșteri marine scufundate complet sau parțial, Straturi cu Posidonia (Posidonion oceanicae), Faleze cu vegetație de Limonium spp. endemic de pe coastele mediteraneene, Recifuri, Lagune de coastă.
La baza desemnării sitului se află un număr nedeclarat de specii protejate.